# Diables de l'Onyar
Diables de l'Onyar és una colla de diables de Girona fundada el 1988.
L'entitat funciona de forma assembleària a través d'una quinzena de comissions com la creativa, el taller, el càtering i els nous projectes. Preparen els seus espectacles al local de Mas Abella des del 2002. Comencen la temporada al maig, amb les festes de Celrà, i la tanquen amb les Fires de Girona.

## Història
L'entitat va començar quan una quinzena de persones relacionades amb el món ecologista i naturalista van organitzar un correfoc a Girona per denunciar el mal estat del riu Onyar, el que va donar nom a la colla.
En l'inici van comptar amb el suport de Tripijoc, una entitat cultural que des del 1978 es dedica a introduir el foc en espectacles, així com organitzar cercaviles, conferències, xerrades i obres de teatre. Les primeres bèsties de la colla s'inspiraren en l'aigua i el riu i les més recents ho fan en parts del cos humà.
Durant les primeres tres dècades de l'entitat centenars de persones van passar pel col·lectiu i els seus espectacles es van veure a desenes de municipis de Catalunya, i alguns de l'estat espanyol com les Festes del Pilar de Saragossa, d'Europa com Finlàndia, Itàlia i França, i també a Cuba. La seva evolució artística ha donat preu a projectes musicals que se n'han escindit al llarg de la seva història com la Banda del Surdo, que es va dissoldre el 2016, o Bloc Quilombo.
L'entitat va celebrar el 30 aniversari reivindicant la cultura popular durant el pregó de les Fires de Sant Narcís del 2018 amb les paraules de Marta Cornellà, Xavier Escatllar, Xavier Tonietti i Joan Brunet. El mateix any també van ser protagonistes del cartell de les Fires, elaborat per Cristina Culubret. El 2018 l'entitat sumava uns 40 integrants.